# Let’s Get Away from It All
Let’s Get Away from It All ist ein Swingtitel, den Matt Dennis (Musik) und Tom Adair (Text) verfassten und 1941 veröffentlichten. Der Song wird meist mit Frank Sinatra assoziiert.

## Hintergrund

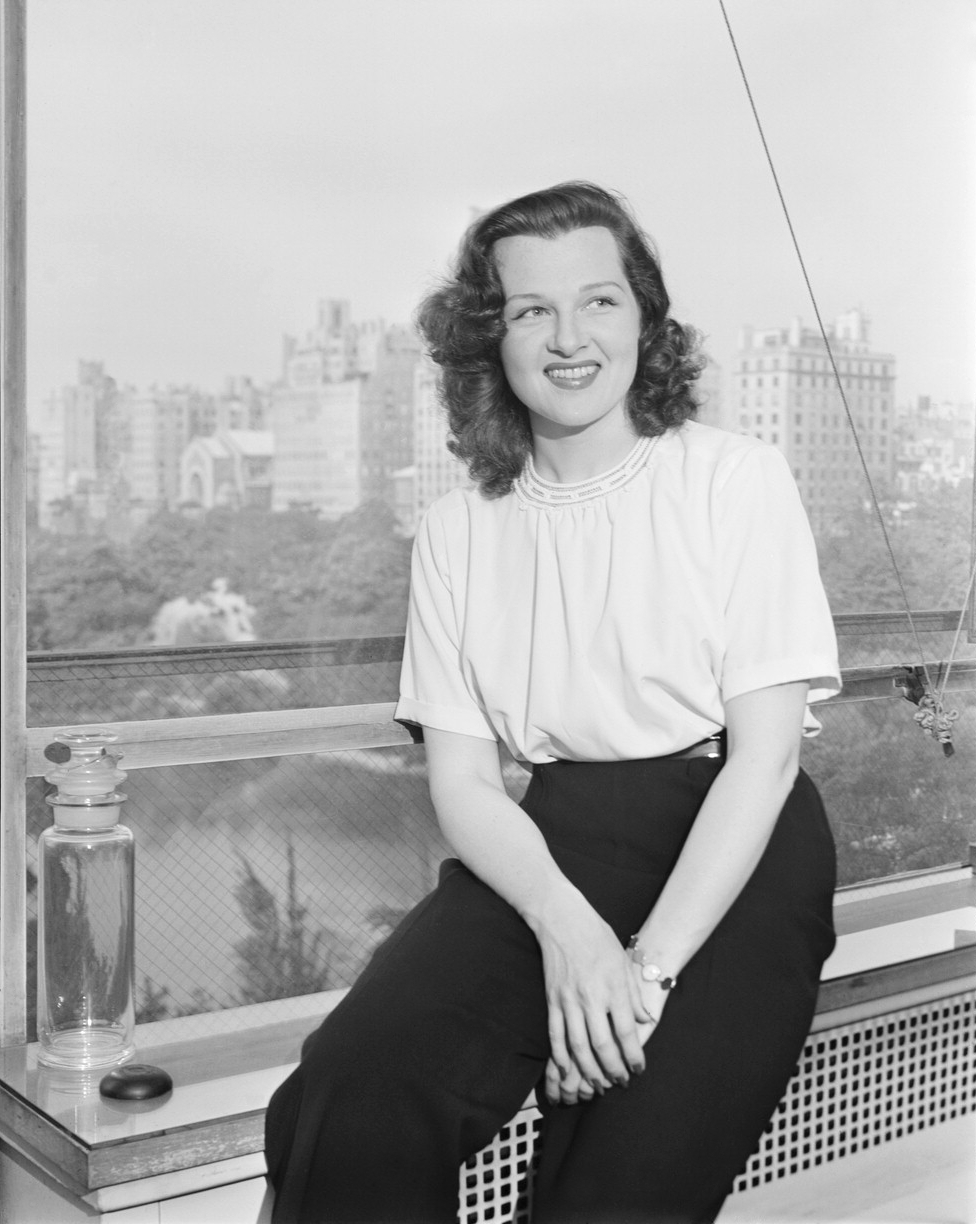
Jo Stafford, ca. Juli 1946.
Fotografie von William P. Gottlieb

Anfang der 1940er Jahre hatte der Bandleader Tommy Dorsey das Songwriter-Team Adair und Dennis angeheuert, Songs für das Orchester und ihre Bandvokalisten  zu schreiben; in dieser Zeit entstanden u. a. drei Balladen Violets For Your Furs, Everything Happens to Me, The Night We Called It a Day und der Foxtrott Let’s Get Away from It All, der im Laufe eines Nachmittags über das Telefon entstand. Der Song in der Liedform AABA hat 32 Takte. Tommy Dorsey spielte den Song mit seinem Orchester in einer langen Doppelversion (für die A- und B-Seite der 78er Victor 27377) ein, in der alle Bandvokalisten, nämlich Jo Stafford, Frank Sinatra und Connie Haines samt dem Vokalseptett The Pied Pipers und einige Instrumentalsolisten wie Ziggy Elman herausgestellt wurden.

## Weitere erste Aufnahmen und spätere Coverversionen
Zu den weiteren Musikern, die den Song bereits 1941 coverten, gehörten das Woody Herman and His Orchestra (mit Muriel Lane, Gesang), Gene Krupa and His Orchestra (mit Anita O’Day), Fats Waller, Raymond Scott (mit Gloria Hart, Gesang) und Teddy Powell.  Sinatra nahm den Song u. a. erneut für sein Capitol-Album Come Fly With Me (1958) auf.
Der Diskograf Tom Lord listet im Bereich des Jazz insgesamt 88 (Stand 2016) Coverversionen des Songs, u. a. ab 1948 von Al Cohn, Billy Taylor, Helen O’Connell, Charlie Mariano, Matt Dennis, Dick Sutton, André Previn, J. J. Johnson/Kai Winding, Herbie Mann/Sam Most, Bobby Troup, Paul Desmond/Don Elliott, Jackie Cain, Ira Sullivan/Sandy Mosse, Dick Hyman, Jimmy Rowles und Ben Sidran. Auch Rosemary Clooney, Della Reese und Diana Ross & The Supremes coverten den Song.